# 呂彥枚
呂彥枚（？—1931年），山東省登州府文登縣呂家集人，清朝政治人物。

## 生平
光緒十四年（1888年）山東鄉試舉人。光緒二十九年（1903年）癸卯科三甲進士。同年閏五月，以主事分部学习。授度支部主事。
辛亥革命爆發，呂彥枚與鄉居官員王嘉禾等，在葛呂集纠结保清勢力，奉莱州府知府杨芾手函，成立「團練分局」，圍攻文登縣臨時軍政分府。文登再次光復後，逃亡北京。未受追究，卒於鄉里。

## 著作
暇時閱讀經史，精天文、數學，著有《天文數學明理》。